# Południowojakuckie Zagłębie Węglowe

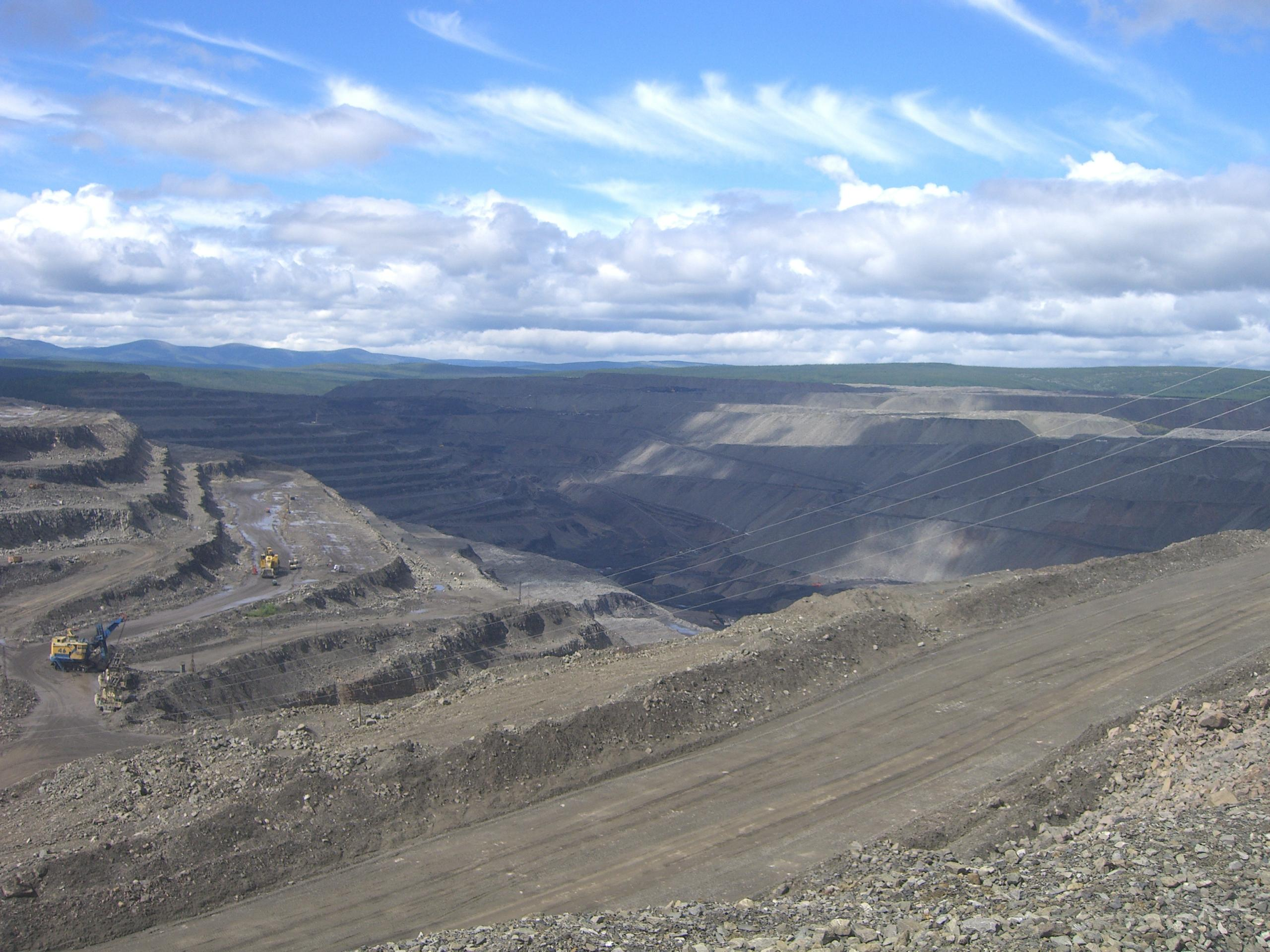
Odkrywkowa kopalnia węgla w Nieriungri, fot. 2007

Południowojakuckie Zagłębie Węglowe (ros. Южно-Якутский угольный бассейн) – zagłębie węgla kamiennego w azjatyckiej części Rosji, w południowej części Jakucji.
Leży w dorzeczu górnego biegu rzeki Timpton, w Górach Ałdańskich u podnóża Gór Stanowych. Powierzchnia ok. 25 tys. km²; pokłady węgla kamiennego z okresu jury. Zbadane zasoby (20 pokładów do głębokości 300 m) ok. 5,6 mld ton; głównie węgiel koksujący. Główne miejscowości i ośrodki wydobycia: Neriungri, Czulman, Berkakit.
Złoża odkryte w XIX w.; eksploatacja rozpoczęta w 1966 roku, zintensyfikowana po wybudowaniu połączenia kolejowego z BAM-em.